# 項目管理軟件
项目管理软件是一種管理項目的軟件。根据項目管理軟件的复杂程度，它可以管理估算和规划、日程安排、成本控制和预算管理、资源分配、协作、沟通、决策、质量管理、时间管理和文件或管理系统。現今有许多基于个人电脑操作系統和浏览器的项目管理软件，并几乎運用在所有类型的企业。

## 歷史

### 前身
項目管理最早可以追溯到1896年。1912年，亨利·甘特提出了更先進的甘特圖。現今甘特圖是許多項目管理系統的一部分。

### 第一個項目管理產品和協會
1965 年至 1969 年期間成立了兩個項目管理協會：歐洲的國際項目管理協會 (IPMA) 和美國的國際專案管理學會(PMI)。隨著業務轉向科技和無紙化，出現第一個項目管理系統。Oracle和Artemis於 1977 年推出了各自的項目管理系統，Scitor Corporation 也於 1979 年推出項目管理系統。經過幾十年的改進，1986 年Carnegie Mellon University的軟體工程研究所引入能力成熟度軟體，這是一種用於快速建構流程的五級項目管理方法，在 1988 年，用戶遇到了掙值管理，這將流程的範圍和成本納入進度表。PRINCE2 (1996)延續了這一趨勢，開發人員設計管理複雜項目的產品，將流程的項目增加到七個。在 2001 年，他們採用敏捷項目管理理念，專注於適應性規劃和靈活應對變化。在 2006 年，用戶已經能夠使用總成本管理，這是一個有助於控制和降低項目管理成本的框架。

### SaaS 和基於雲的項目管理軟體
SaaS（軟件作為一種服務）的趨勢開始於2008年，被使用者認為在團隊中最靈活的項目管理軟體。
2009 年，美國新聞將項目管理列為獲得高薪工作的技能之一。
從 2010 年開始，耳熟能詳的項目管理產品和服務都根基於雲端，為滿足能從任何位置或設備獲取資訊的虛擬團隊而設計。
因此，2012 年開始發展移動項目管理應用程序。

### 趨勢
隨著物聯網的出現，項目管理軟體需要整合測試技術、開發工具和改進的網絡安全方法。

## 請參閱
- 日曆軟體
- 專案管理軟體的比較
- 開發估算軟體的比較
- 資本計劃和專案管理軟體
- 施工協同技術
- 線上校正
- 程式評估和審查技術
- 項目會計
- 專案管理資訊系統軟體
- 專案管理類比
- 項目規劃
- 項目組合管理
- 時間追蹤軟體
- 工作流管理系統

- 單一使用者

對單一使用者系統進行程式設計時，假設只有單一個人需要一次編輯專案計劃。這可以用於小型公司，或者只有少數人參與垂直化的專案規劃的公司。桌面應用程式通常屬於這一類。
- 協作

協作系統目的在支援多個用戶同時修改計劃的不同部分;例如，更新他們個人負責的領域，以便將這些估計數納入總體計劃。基於Web的工具，包括外聯網，通常屬於這一類，但有一個限制，即它們只能在使用者具有即時Internet訪問許可權時使用。為了解決此限制，一些使用用戶端-伺服器體系結構的軟體工具提供了一個在使用者桌上型電腦上執行的富用戶端，並在使用者定期連接到網路時通過中央伺服器將專案和任務資訊複製到其他專案團隊成員。某些工具允許團隊成員查看他們的日程安排（而其他工具則為只讀），以便在不在網路上時處理它們。重新連接到資料庫時，所有更改都將與其他計劃同步。
- 視覺

專案管理中一個常見問題是難以查看和理解大量變動的項目數據。 為了解決這個問題，一些專案管理軟體利用訊息直覺化，以便使用者可以更輕鬆地查找，分析和更改其數據。為了避免資訊過載，通常遵循"首先概述，縮放和篩選，然後按照需提供細節"的直覺化口號。